# エイベル・タスマン国立公園
エイベル・タスマン国立公園（Abel Tasman National Park）は、ニュージーランド・南島（タスマン地方）にある国立公園である。

## 概要
南島の北端にあたるタスマン地方に位置する。ニュージーランドに14ある国立公園のうち、最小の面積である。公園の名前は、1642年に、ニュージーランドを「発見」したオランダ人の航海家エイベル・タスマンにちなむ。
国立公園は、複雑な海岸線と砂浜、また、海岸線に接近する山々、また、沖合いに展開する複数の島々で構成される。

## 歴史
タスマンが、ニュージーランドに到達する以前から、少なくともマオリは、500年間の間、この地域で生活していたことがわかっている。マオリのこの地域の生活は、季節的なものであり、海や河口、森林から食料を採集したり、サツマイモを栽培するものであった。1642年12月18日、タスマンがニュージーランドに初めて、到達した時には、マオリの部族であるガティ・トゥマタコキリ族がこの地に居住していた。
ヨーロッパ人が、現在の国立公園周辺に居住を開始したのは、1855年のことである。ヨーロッパ人は、森を切り出し、家や船を作っていたが、資源はすぐに枯渇した。豊かな自然を保護するための運動が鳥類学者で作家のペリーヌ・ミライス・モンクリーフが中心となって、展開された。
その結果、タスマンの「発見」300年を記念する形で、1942年12月18日、エイベル・タスマン国立公園が開園した。モンクリーフは、1974年まで、公園の責任者を務めた。開園式には、オランダ女王ウィルヘルミナの代理で、チャールズ・ファンデアプラスが出席した。女王は、エイベル・タスマン国立公園の保護者であった。

## 生態系

### 植物相
エイベル・タスマン国立公園の植物の中心は、ブナである。

### 動物相
エイベル・タスマン国立公園で一般的な鳥類のうち、エリマキミツスイ（マオリ語でTui）、ニュージーランドミツスイ、ニュージーランドオウギビタキ、ニュージーランドバトは森林に生息する一方で、セイケイ（オーストラリアセイケイ、マオリ語でPūkeko）は河口や湿地帯に生息する。
エイベル・タスマン国立公園は、北をゴールデン湾、東をタスマン湾に面し、沖合いにはオーストラリアシロカツオドリ、ノドジロムナオビウ、ヒメアジサシ、コガタペンギンなどの鳥類が見られる複数の島が点在する。その中でも、トンガ島は、トンガ島海洋保護区が設定されており、ここは、ニュージーランドオットセイのコロニーである。

## アクティビティ
トレッキング（ニュージーランド英語でトランピング）をエイベル・タスマン国立公園でも楽しむことができる。行程54キロメートルのエイベル・タスマン・コースト・トラックは、ニュージーランド・グレート・ウォークスの1つである。エイベル・タスマン国立公園の海岸線を歩くトレッキングコースである。それ以外には、所要時間3日、行程41キロメートルのインランド・トラック（Inland Track）がある。
それ以外のアクティビティは、 海でヨット、ボート、カヤックを楽しむことができる。
国立公園内には、2ヶ所、マウンテンバイク用のコースが設けられている。また、免許制であるが、国立公園内には、狩猟できる場所があり、そこでは、鹿、豚、ヤギを狩猟することができる。。